# Ion Dumitru
Ion Dumitru (Bukarest, 1950. január 2. –) román válogatott labdarúgó, edző.

## Pályafutása

### A válogatottban
1970 és 1980 között 57 alkalommal szerepelt a román válogatottban és 12 gólt szerzett. Részt vett az 1970-es világbajnokságon.

## Sikerei, díjai

### Játékosként
Rapid București
- Román kupa (1): 1971–72

Steaua București
- Román bajnok (2): 1975–76, 1977–78
- Román kupadöntős (2): 1975–76, 1978–79

Universitatea Craiova
- Román kupa (1): 1982–83

Egyéni
- Az év román labdarúgója (2): 1973, 1975